# Lethrinops microdon
Lethrinops microdon är en fiskart som beskrevs av David H. Eccles och Lewis, 1977. Lethrinops microdon ingår i släktet Lethrinops och familjen Cichlidae. IUCN kategoriserar arten globalt som starkt hotad. Inga underarter finns listade i Catalogue of Life.